# Dienstgerichtshof für Richter
Ein Dienstgerichtshof für Richter ist das oberste Berufsgericht eines deutschen Landes für disziplinarrechtliche und dienstrechtliche Fragen von Richtern der Landesgerichte. Gesetzliche Grundlage sind die §§ 77 bis 79 des Deutschen Richtergesetzes und die Richtergesetze der Länder. Für Bundesrichter ist ausschließlich ein besonderer Senat des Bundesgerichtshofs als Dienstgericht des Bundes zuständig.
In der Besetzung mit einem Vorsitzenden, zwei ständigen und zwei nichtständigen Beisitzern verhandeln und entscheiden die Dienstgerichtshöfe über Berufungen gegen Urteile und über Beschwerden gegen Beschlüsse der Dienstgerichte für Richter. Außerdem entschieden sie in allen Fällen, in denen das Richtergesetz des jeweiligen Landes und die danach anzuwendenden Verfahrensvorschriften die Zuständigkeit des Gerichtes des zweiten Rechtszuges anordnen. Gegen Urteile des Dienstgerichtshofs für Richter kann in bestimmten Fällen Revision an das Dienstgericht des Bundes erhoben werden.
Die Mitglieder eines Dienstgerichtshofes für Richter setzen sich aus verschiedenen Zweigen der Gerichtsbarkeit zusammen, wobei immer Richter aus der ordentlichen und aus der Verwaltungsgerichtsbarkeit vertreten sind. Das Gericht entscheidet in der Besetzung mit einem Vorsitzenden, zwei ständigen Beisitzern und zwei nichtständigen Beisitzern. Die nichtständigen Beisitzer gehören dabei dem Gerichtszweig des vom Verfahren betroffenen Richters an.

## Liste der Dienstgerichtshöfe
Organisatorisch sind die Dienstgerichtshöfe jeweils an ein anderes Gericht, in 13 Fällen ein Oberlandesgericht und in drei ein Oberverwaltungsgericht, angebunden. Derzeit bestehen Dienstgerichtshöfe bei folgenden Gerichten:
| Träger des Gerichts    | Bezeichnung des Gerichts                         |
| ---------------------- | ------------------------------------------------ |
| Baden-Württemberg      | Oberlandesgericht Stuttgart                      |
| Bayern                 | Oberlandesgericht München                        |
| Berlin                 | Oberverwaltungsgericht Berlin-Brandenburg        |
| Brandenburg            | Brandenburgisches Oberlandesgericht              |
| Bremen                 | Hanseatisches Oberlandesgericht in Bremen        |
| Hamburg                | Hanseatisches Oberlandesgericht                  |
| Hessen                 | Oberlandesgericht Frankfurt am Main              |
| Mecklenburg-Vorpommern | Oberverwaltungsgericht Mecklenburg-Vorpommern    |
| Niedersachsen          | Oberlandesgericht Celle                          |
| Nordrhein-Westfalen    | Oberlandesgericht Hamm                           |
| Rheinland-Pfalz        | Oberlandesgericht Koblenz                        |
| Saarland               | Oberlandesgericht Saarbrücken                    |
| Sachsen                | Oberlandesgericht Dresden                        |
| Sachsen-Anhalt         | Oberverwaltungsgericht des Landes Sachsen-Anhalt |
| Schleswig-Holstein     | Oberlandesgericht Schleswig                      |
| Thüringen              | Oberlandesgericht Jena                           |